# Citación

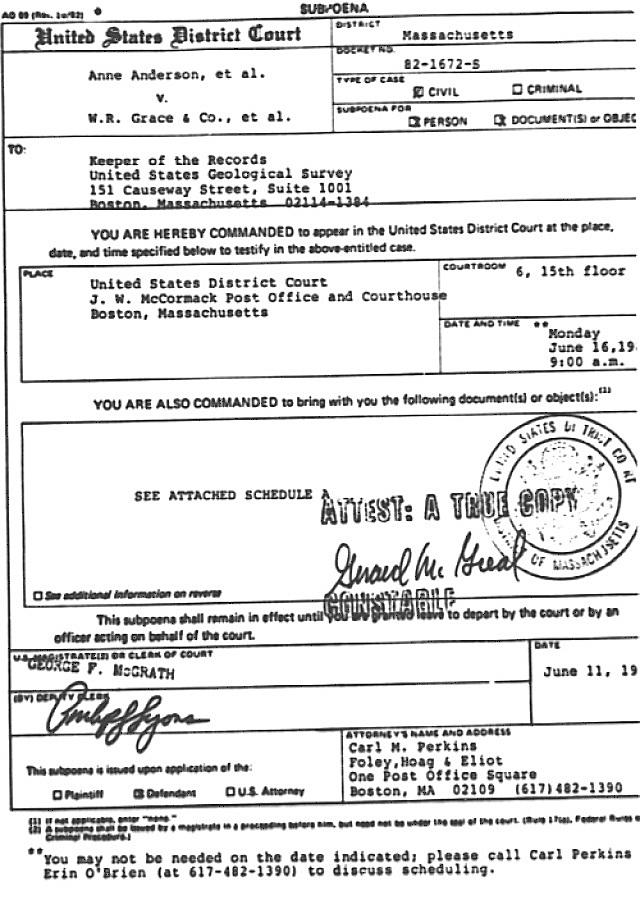
Ejemplo de subpoena en el caso emblemático Anderson v. Cryovac

Una citación es una resolución dictada por un juez o tribunal a través de la cual se envía una comunicación a una persona determinada para que se presente en el juicio un día a una hora determinada. La citación puede dirigirse tanto a las partes del proceso como a terceros cuya presencia puede ser necesaria para la tramitación del proceso: testigos, peritos, etc. 
La citación se realiza a través de algún medio que permita la constatación de que el destinatario ha recibido la comunicación. Así será posible adoptar las medidas oportunas si el citado desobedece al órgano jurisdiccional. En la citación se suele incluir un apercibimiento en el que se establece la responsabilidad en que puede incurrir el citado si no se presenta el día prescrito a la hora fijada.

## En el Derecho continental
Existen dos modelos de citaciones:
1. La citación a fecha: Se cita a una persona en un día, en una hora y un lugar determinado.
2. La citación a término o emplazamiento: No se especifica un día concreto a una hora determinada sino que se ofrece un plazo máximo a la persona citada para que comparezca cuando mejor le convenga antes de que se cumpla dicho término.

La citación se compone de tres partes:
1. Encabezamiento: aparecen en el documento expresamente las palabras identificativas del mismo: citación o citatorio. Luego se anotan los datos del receptor o destinatario de la citación.
2. Cuerpo: se redacta el tema de la citación, especificando cuando se cita al interesado, en el lugar y fecha determinados al efecto y los documentos que, en su caso, deberá aportar.
3. Pie: Se compone de la firma, identificación y fecha de la emisión del documento.
4. al final del oficio en el margen izquierdo abajo se escribe la sigla el que realizó este tipo de documento.

## En el Derecho anglosajón
El término jurídico usado en el Derecho anglosajón para hacer referencia a una citación es subpoena (también  se utiliza el original latino subpœna). Se trata de una orden emitida por un órgano jurisdiccional o por una agencia gubernamental para compeler a una persona a que testifique o a que proporcione las pruebas que le sean requeridas bajo la amenaza de una pena si no responde al requerimiento. Existen dos tipos principales de subpoena:
1. Subpoena ad testificandum. La autoridad ordena a una persona que testifique ante ella bajo la amenaza de una pena. El testimonio requerido por la citación puede ser exigido en persona o telefónicamente.
2. Subpoena duces tecum. La autoridad ordena a una persona a que proporcione las pruebas físicas requeridas o que haga frente a la pena prevista.

En los Estados Unidos, los juzgados y las comisiones de investigación del Congreso tienen la facultad de ordenar una subpoena.
En Inglaterra y Gales, la subpoena recibe el nombre de witness summons (citación de testigo, orden de testificar).

## Casos
- En el curso de la investigación del Escándalo Watergate de 1972 en los Estados Unidos, el acusador especial independiente Archibald Cox, emitió una subpoena al presidente de los Estados Unidos, Richard Nixon, para que entregase las cintas magnéticas del Despacho Oval relacionadas con el escándalo, lo que terminó, simplemente, con el traslado de Cox (ver Masacre del sábado por la noche).
- El 7 de enero de 2011 el Departamento de Justicia de los Estados Unidos emitió una subpoena al sitio web Twitter para que revelase información de cuentas relacionadas o asociadas con WikiLeaks.[2]